# Sag’ die Wahrheit (Film)
Sag’ die Wahrheit ist ein Filmlustspiel aus dem Jahre 1946. Es war der erste mit westalliierter Lizenz hergestellte, deutsche Nachkriegsspielfilm.

## Handlung
Der Architekt Peter Hellmer und seine Noch-Ehefrau Vera wollen sich am morgigen Tage scheiden lassen, denn Vera hat sich in den vermögenden Bankdirektor Viktor verliebt, während Peter sich bereits mit der hübschen Maria verlobt hat. Alles wäre ideal, würde Maria nicht einen eklatanten Fehler besitzen: sie lügt pausenlos und das meist ohne Grund. Nach einer weiteren Lüge reicht es Peter: er will sich von ihr trennen. Maria lässt sich daraufhin auf eine Wette mit ihrem Verlobten ein: Sie wettet, dass er selbst nicht im Stande ist, auch nur 24 Stunden lang ununterbrochen die Wahrheit zu sagen. Peter glaubt, dass dies kein Problem für ihn sei, muss aber bald erkennen, dass die reine Wahrheit und nichts als die Wahrheit so manche Probleme mit sich bringt. Bald hat er mit seiner Ehrlichkeit Leute vor den Kopf gestoßen und sogar beleidigt. Andere wiederum nutzen Peters Wahrheitsliebe aus, um ihm Berufsgeheimnisse zu entlocken.
Die Wahrheitspflicht führt sogar dazu, dass der Antrag auf Scheidung vom Gericht abgewiesen wird, denn Peter muss zugeben, dass er die vergangene Nacht mit seiner Noch-Ehefrau verbracht habe, was vom Gericht als ein Akt der Versöhnung ausgelegt wird. Doch es kommt noch schlimmer. Peter muss seinen Geschäftspartner auszahlen, da seine Wahrheitsliebe ihn Geschäftsinterna an die Konkurrenz weitergeben ließ. Da er das dafür nötige Geld nicht besitzt, versucht er wiederum, Marias Vater anzupumpen. Diesem werden bei seinem Eintreffen von Peter eine, neben Maria, weitere anwesende Dame als eine Ex-Geliebte Peters vorgestellt. Der alte Herr ist schwer erzürnt.
Die Folgen der Wette führen bald zur nervlichen Zerrüttung Peters, da nunmehr alles in seinem Leben schiefzugehen droht. Schließlich bekommt er einen handfesten Tobsuchtsanfall und wird daraufhin in eine Nervenklinik eingewiesen. Institutsleiter Prof. Kiekebusch nimmt sich dieses seltsamen Falles höchstpersönlich an. Erst Peters Freund, der Rechtsanwalt Dr. Klimm, kann, ehe alles vollständig aus dem Ruder läuft, durch sein beherztes Eingreifen die Dinge wieder ordnen und Missverständnisse ausräumen, so dass Peter sich ordnungsgemäß scheiden lassen kann und nunmehr endgültig frei für Maria ist. Beide erkennen, dass so manches Mal eine Lüge durchaus ihre Existenzberechtigung hat.

## Produktionsnotizen
Sag’ die Wahrheit wurde mit Lizenz der britischen Militärbehörde in den noch erhalten gebliebenen UFA-Ateliers in Berlin-Tempelhof gedreht. Gefilmt wurde vom 7. Oktober bis zum 14. November 1946. Die Uraufführung fand am 20. Dezember 1946 in der Filmbühne Wien am Berliner Kurfürstendamm statt.
Bei dieser Produktion handelt es sich bereits um den zweiten Anlauf, diesen Stoff zu verfilmen. Regisseur Helmut Weiss hatte bereits im Winter 1944/45 begonnen, das nach einer Vorlage von Johann von Vaszary entstandene und von Ernst Marischka zu einem Drehbuch verarbeitete Lustspiel für die Terra zu verfilmen. Damals standen ihm Terra-Star Heinz Rühmann, in dessen Herstellungsgruppe Sag’ die Wahrheit entstand, und dessen Ehefrau Hertha Feiler zur Verfügung. Wie bei allen späten Kriegsproduktionen Rühmanns war Schnittmeister Helmuth Schönnenbeck dafür vorgesehen, diesen Film zu schneiden. Dazu kam es jedoch nicht mehr, da das nahe Kriegsende den erst zu drei Viertel abgedrehten Originalfilm unvollendet blieben ließ. Daraufhin gründete Schönnenbeck noch im selben Friedensjahr 1945 eine eigene Produktionsfirma, die äußerst kurzlebige Studio 45 Film GmbH, und stellte mit ihr auf eigene Verantwortung und mit finanzieller Hilfe des bislang filmisch kaum in Erscheinung getretenen, nachmaligen Produzenten Artur Brauner, der soeben von Stettin aus nach Berlin gekommen war, eine neue Fassung dieses Films nach dem alten Drehbuch her. Der Regisseur des unvollendeten Films wurde auch für diesen Film verpflichtet, die Besetzung hingegen war, abgesehen von einigen Nebendarstellern wie Aribert Wäscher und Else Reval, überwiegend eine andere.
Für den 64-jährigen Schauspielveteranen Max Gülstorff war Sag’ die Wahrheit die Abschiedsvorstellung, Bully Buhlan gab hier mit einer Gesangseinlage sein Debüt vor der Kamera.
Erich Holder hatte die Produktionsleitung, Ernst H. Albrecht entwarf die Filmbauten.
Die Grundidee des Films wurde 1996 für die Hollywood-Produktion Der Dummschwätzer mit Jim Carrey als Wahrheitsfanatiker wiederverwendet.

## Kritik
Wie Curt Riess in seinem Erinnerungsband Das gibt’s nur einmal berichtet, fielen die zeitgenössischen Kritiken 1946/47 vernichtend aus: „Die Presse schäumt: So viel Quatsch in einer so ernsten und bedeutungsvollen Zeit! Die amerikanisch lizenzierte ‚Neue Zeitung‘ läßt sich wie folgt vernehmen: ‚Protest! Hier kommt deutlicher Protest gegen den ersten Film der „Studio 45 Film GmbH“. Man reibt sich die Augen und hält es nicht für möglich. Jetzt einen Film machen zu dürfen, sei es einen ernsten, sei es einen heiteren, ist ein verpflichtendes Geschäft. Diejenigen, denen der knappe Zelluloidsstreifen in die Hand gelegt wird, sollten damit in der Kamera vielfach wuchern. Daß wir auf Fixierung der Patsche, in der wir sitzen, humorlos bestehen sollten, wird keiner verlangen. Daß Heiterkeit notwendig ist – darüber kein Wort. Aber was ist dies hier? Menschen bevölkern die Leinwand, die uns fremder sind als die Steinzeitbewohner. Schleiflackgents in Tennisdreß. Klubdamen mit leichten moralischen Webfehlern. Keiner und keine, die auch nur von fern an Arbeit erinnerten.“ Und: „… unstatthaft ist es, heute Filme mit teurem Aufwand zu drehen. Vor den glatten Lustspielgesichtern erfaßt uns heute das schlechte Gewissen“. An gleicher Stelle erinnerte Riess daran, dass trotz der Verrisse Sag’ die Wahrheit „ein hervorragendes Geschäft“ wurde.
Weitere Kritiken dieser Zeit (1947) lauten: „Sicher wird uns mancher sagen: ,Ihr habt euch die Sache sehr leicht gemacht. Mit Filmen, wie „Sag die Wahrheit“, die ja immer schon gemacht wurden, käme man dem Geschmack des Publikums – entgegen. Aber den neuen deutschen Film habe man sich doch ganz anders vorgestellt.“ […] „Der Zuschauer wird zwischen gelangweilte Sportsnobs in elegante Klubräume und Boudoirs gelockt und mit Eheskandälchen unterhalten.“ […] „In diesem mit Tempo und Schwung servierten Filmulk voller Gags und handfester Situationskomik … wird nicht immer logisch, aber eifrig bewiesen, wie ein Mann, der sich vornimmt, die reine Wahrheit zu sagen, im – hochkomfortablen – Irrenhaus landet. Sie reicht zwar nicht gerade zurück in die Steinzeit, ist aber doch wohl reichlich von gestern, diese laute Ermunterung zur Lüge und zur Illusion. Uns würden vorläufig die leisen Töne besser anstehen, der feine Humor und eine wahrhaftige Art, unseren neuen Lebensstil zu beleuchten und unsere beschwerliche, außerordentliche, aufregende Welt, in der es – das sei zugestanden – nicht nur Trümmer, doch kaum parfümierte Boudoirs, nicht nur Leid, doch auch keinen lauten Jux, aber, hier und da doch auch noch Freuden gibt, die beglücken können.“
Für Heinrich Fraenkels Unsterblicher Film war Sag’ die Wahrheit ein „harmloser Lustspielfilm“, und man stellte heraus: „Der erwähnte Film ist nur aus zwei Gründen beachtlich: zunächst, weil er nun einmal der allererste und der erste unter britischer Lizenz hergestellte Film war; vor allem aber, weil es, neben der Tendenz, ‚zeitnahe‘ Stoffe zu wählen, ein nicht minder begreiflicher Wunsch war, dem von Kriegselend und menschlicher Not hinreichend gesättigten Publikum etwas heitere Entspannung zu bieten.“
Das Lexikon des Internationalen Films schreibt: „Die erste westdeutsche Filmproduktion nach dem Zweiten Weltkrieg – ein penetrant albernes Lustspiel aus dem Traumfabrik-Niemandsland – war künstlerisch und moralisch ein Fehlstart.“
Kay Wenigers Das große Personenlexikon des Films nennt den Film ein „banale[s] Lustspiel“.